# Ich bin ein Star – Holt mich hier raus!/Staffel 2
Die zweite Staffel der deutschen Reality-Show Ich bin ein Star – Holt mich hier raus! wurde vom 23. Oktober bis zum 6. November 2004 auf dem Privatsender RTL ausgestrahlt.
Siegerin wurde Désirée Nick, die sich im Finale gegen Willi Herren und Isabel Varell durchsetzte.

## Moderatoren
Die zweite Staffel wurde von Dirk Bach und Sonja Zietlow moderiert. Für die medizinische Betreuung der Teilnehmer ist unter anderem der Rettungssanitäter Bob McCarron alias „Dr. Bob“ zuständig.

## Teilnehmer

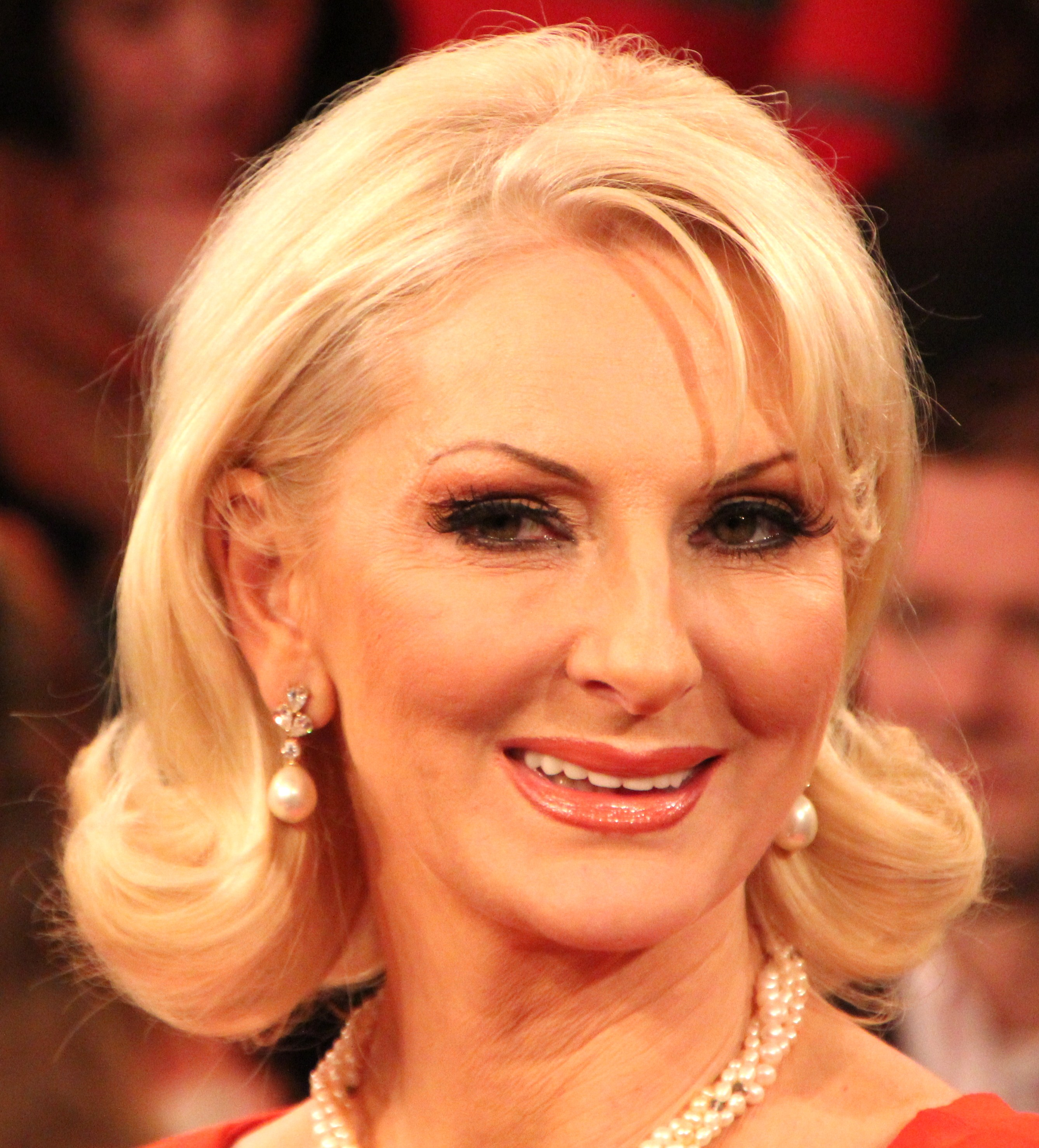
Désirée Nick: Dschungelkönigin der zweiten Staffel

| Platz | Teilnehmer            | Bekannt als                                                              |
| ----- | --------------------- | ------------------------------------------------------------------------ |
| 01    | Désirée Nick          | Entertainerin, Schauspielerin, Autorin                                   |
| 02    | Isabel Varell         | Sängerin, Schauspielerin, Fernsehmoderatorin                             |
| 03    | Willi Herren †        | Entertainer, Schauspieler                                                |
| 04    | Jimmy Hartwig         | ehemaliger Fußballnationalspieler                                        |
| 05    | Carsten Spengemann    | Schauspieler, Fernsehmoderator (u. a. Deutschland sucht den Superstar)   |
| 06    | Heydi Núñez Gómez     | Model, Sängerin                                                          |
| 017 1 | Harry Wijnvoord       | Moderator                                                                |
| 08    | Nadja Abd el Farrag † | Fernsehmoderatorin, Sängerin                                             |
| 09    | Fabrice Morvan        | französischer Sänger, Teil des Popduos Milli Vanilli                     |
| 110 1 | Dolly Buster          | Pornodarstellerin, später u. a. Produzentin, Regisseurin, Schauspielerin |

## Abstimmungsergebnisse
Die Abstimmungsergebnisse dieser Staffel wurden nicht veröffentlicht.

## Dschungelprüfungen
Von den 126 Rationen bzw. Sterne erspielten die Kandidaten insgesamt 81 Rationen bzw. Sterne. Somit wurden 64,28 % aller Rationen bzw. Sterne erspielt.
Zum ersten Mal in der Geschichte der Show wurde eine Prüfung abgebrochen.
| Dschungelprüfungen der zweiten Staffel | Dschungelprüfungen der zweiten Staffel                | Dschungelprüfungen der zweiten Staffel | Dschungelprüfungen der zweiten Staffel |
| Datum                                  | Kandidat(en)                                          | Prüfung                                | Erspielte Rationen (Sterne) |
| -------------------------------------- | ----------------------------------------------------- | -------------------------------------- | --- |
| 23. Oktober 2004                       | Nadja Abd el Farrag Jimmy Hartwig                     | „Tanz auf dem See“                     | Sternsymbol · Sternsymbol · Sternsymbol · Sternsymbol · Sternsymbol · Sternsymbol · Sternsymbol · Sternsymbol · Sternsymbol · Sternsymbol |
| 24. Oktober 2004                       | Dolly Buster                                          | „Badewonne“                            | Sternsymbol · Sternsymbol · Sternsymbol · Sternsymbol · Sternsymbol · Sternsymbol · Sternsymbol · Sternsymbol · Sternsymbol · Sternsymbol |
| 25. Oktober 2004                       | Désirée Nick                                          | „Sterne à la surprise“                 | Sternsymbol · Sternsymbol · Sternsymbol · Sternsymbol · Sternsymbol · Sternsymbol · Sternsymbol · Sternsymbol · Sternsymbol               |
| 26. Oktober 2004                       | Nadja Abd el Farrag Désirée Nick                      | „Dschungelduell“                       | · (Farrag , Nick ) |
| 27. Oktober 2004                       | Carsten Spengemann                                    | „Terror-Turm“                          | Sternsymbol · Sternsymbol · Sternsymbol · Sternsymbol · Sternsymbol · Sternsymbol · Sternsymbol · Sternsymbol · Sternsymbol               |
| 28. Oktober 2004                       | Désirée Nick                                          | „Terror-Aquarium“                      | Sternsymbol · Sternsymbol · Sternsymbol · Sternsymbol · Sternsymbol · Sternsymbol · Sternsymbol · Sternsymbol · Sternsymbol               |
| 29. Oktober 2004                       | Willi Herren                                          | „Teufelsfahrt“                         | Sternsymbol · Sternsymbol · Sternsymbol · Sternsymbol · Sternsymbol · Sternsymbol · Sternsymbol · Sternsymbol · Sternsymbol               |
| 30. Oktober 2004                       | Désirée Nick                                          | „Flug-Attacke“                         | Sternsymbol · Sternsymbol · Sternsymbol · Sternsymbol · Sternsymbol · Sternsymbol · Sternsymbol · Sternsymbol · Sternsymbol               |
| 31. Oktober 2004                       | Heydi Núñez Gómez                                     | „Tempel des Schreckens“                | Sternsymbol · Sternsymbol · Sternsymbol · Sternsymbol · Sternsymbol · Sternsymbol · Sternsymbol · Sternsymbol · Sternsymbol               |
| 1. November 2004                       | Isabel Varell                                         | „Auf die Knie“                         | Sternsymbol · Sternsymbol · Sternsymbol · Sternsymbol · Sternsymbol · Sternsymbol · Sternsymbol · Sternsymbol                             |
| 2. November 2004                       | Jimmy Hartwig                                         | „Perlentaucher“                        | · (Prüfung abgebrochen) |
| 3. November 2004                       | Willi Herren                                          | „Sternenfänger“                        | Sternsymbol · Sternsymbol · Sternsymbol · Sternsymbol · Sternsymbol                                                                       |
| 4. November 2004                       | Isabel Varell                                         | „Fluch der Finsternis“                 | Sternsymbol · Sternsymbol · Sternsymbol · Sternsymbol                                                                                     |
| 5. November 2004                       | Jimmy Hartwig Willi Herren Désirée Nick Isabel Varell | „Höllenhügel“                          | Sternsymbol · Sternsymbol · Sternsymbol · Sternsymbol                                                                                     |
| 6. November 2004                       | Désirée Nick                                          | „Garten Eden“                          | Sternsymbol · Sternsymbol · Sternsymbol · Sternsymbol · Sternsymbol                                                                       |
| 6. November 2004                       | Isabel Varell                                         | „Auf die Zwölf“                        | Sternsymbol · Sternsymbol · Sternsymbol · Sternsymbol · Sternsymbol                                                                       |
| 6. November 2004                       | Willi Herren                                          | „Teufelsgang“                          | Sternsymbol · Sternsymbol · Sternsymbol · Sternsymbol · Sternsymbol                                                                       |

## Zusätzliche Sendungen im TV
- 24. Oktober bis 6. November 2004: Ich bin ein Star – Holt mich hier raus! – Spezial mit Markus Lanz (RTL)
- 7. November 2004: Ich bin ein Star – Holt mich hier raus! – Die große Abrechnung mit Markus Lanz (RTL)

## Einschaltquoten
Die erste Folge wurde von 5,35 Millionen Zuschauern bei einem Marktanteil von 18,8 Prozent verfolgt. Die Finalfolge am 6. November 2004 erreichte bei 6,33 Millionen Zuschauern einen Marktanteil von 39,3 Prozent (Gesamtmarktanteil: 31,4 Prozent).
Die zweite Staffel erreichte im Durchschnitt 5,54 Millionen Menschen, dies führte zu einem Marktanteil von 22,2 Prozent. In der Zielgruppe der 14- bis 49-Jährigen wurde ein durchschnittlicher Marktanteil von 29,6 Prozent bei 3,36 Millionen Menschen erreicht.